# 락랑선
락랑선(樂浪線)은 조선민주주의인민공화국 평양직할시에 있는 력포역에서 락랑역까지 잇는 조선민주주의인민공화국 철도성의 단선 철도 노선이다.

## 역 목록
- 력포역(力浦驛)
- 락랑역(樂浪驛)

## 같이 보기
- 조선민주주의인민공화국의 철도